# 星球大战 绝地武士II：绝地放逐者
《星球大战 绝地武士II：绝地放逐者》是一款由LucasArts制作和发行的第一人称射击游戏。游戏于2002年3月在Windows发行。
《绝地放逐者》是主要是第一人称射击游戏，但也融入了第三人称视角。
《绝地放逐者》获得好评，IGN给予9/10的分数。